# テレフォン・テル・アヴィヴ
テレフォン・テル・アヴィヴ (Telefon Tel Aviv) はイリノイ州、シカゴを拠点とするアメリカのエレクトロニック・ミュージシャン。当初はチャールズ・クーパー(Charles Cooper)とヨシュア・ユーステス(Joshua Eustis)の二人組であったが、2009年にクーパーが死去してからはユーステスのソロ・プロジェクトとして活動している。

## 経歴
1999年にチャールズ・クーパーとヨシュア・ユーステスで結成され、2001年秋にリリースされたアルバム『Fahrenheit Fair Enough』で評価を得る。2002年にはHefty RecordsからEPをリリース。2004年には2枚目のフルアルバム『Remixes Compiled』をリリースした。
2009年1月20日には、3枚目のフルアルバム『Immolate Yourself』をBPitch Controlからリリースし、ビルボードのトップエレクトロニックアルバムチャートで17位を記録した。

### チャールズ・クーパーの死
2009年1月22日、ユーステスがグループのMySpaceブログ上でクーパーが死去したことを公表し、バンドのオフィシャルウェブサイト上にも"Charles Wesley Cooper III / April 12, 1977 - January 22, 2009"と、クーパーを追悼する文が記載された。CBSシカゴの記事によれば、21日に死亡が確認されるまでクーパーは消息不明であったことが明らかになっている。
2009年1月30日、ユーステスがMySpace上のブログにツアーの予定はすべてキャンセルし、またバンドの将来についてははっきりしたことは何一つわからないという旨の記事を投稿した。
2009年3月22日、ユーステスがMySpace上のブログに彼らの友人であるFred Nogueiraとともにステージに立つことを発表。
2009年7月22日、ユーステスがMySpace上にクーパーの死は自殺ではなく、睡眠薬とアルコールの併用による事故であると発表した。
2019年9月27日、4枚目にして、ユーステスのソロ初のフルアルバム『Dreams Are Not Enough』がリリースされた。

## 製作

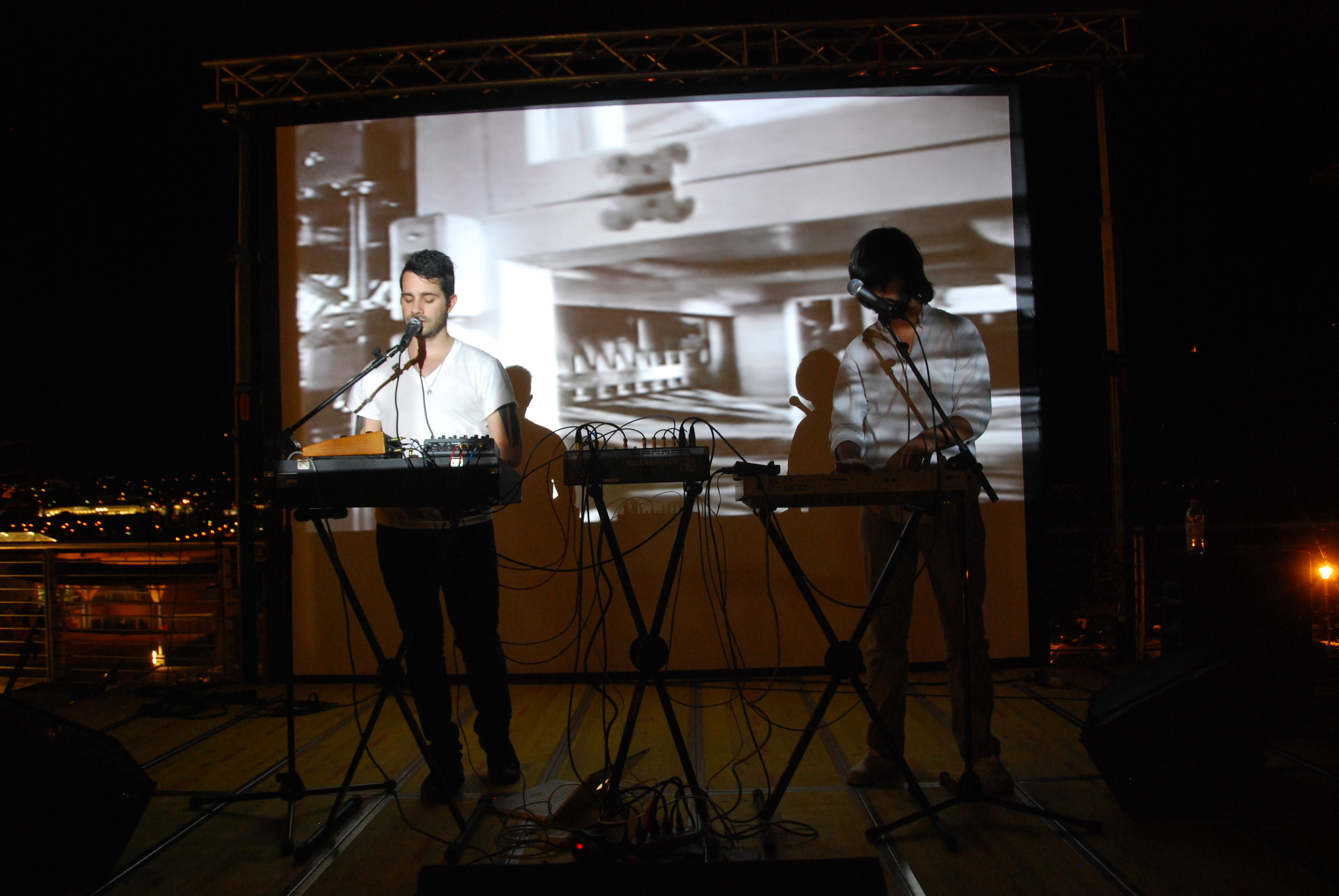
ヨシュア・ユーステスとフレド・ノゲイラ(2009年6月、トレント)

インタビューにおいてクーパーとユーステスはDigidesign Pro Tools、Native Instruments Reaktor/Electronic Instruments 2 XTとAbleton Liveを使用していると明言している。
また彼らはNative Instruments社の「Synthetic Drums 2」のサンプルライブラリーに音源を提供している。
最新のアルバムでは製作スタイルを大きく変え、アナログテープとアナログシンセサイザーを使用している。これについては"音をもっとリアルにするため"と発言している。

## ディスコグラフィー

### アルバム
- 2001: Fahrenheit Fair Enough
- 2002: Immediate Action#8 EP
- 2004: Map of What Is Effortless
- 2007: Remixes Compiled
- 2009: Immolate Yourself
- 2019: Dreams Are Not Enough

### リミックス
- 2000: John Hughes - "Got Me Lost / Driving In LA" (Immediate Action#6)
- 2000: Nine Inch Nails – "Where Is Everybody?" (Things Falling Apart)
- 2001: Phil Ranelin - "Time Is Running Out" (Remixes)
- 2003: Midwest Product - "A Genuine Display" (Idol Tryouts : Ghostly International Vol. 1)
- 2004: Slicker - "Knock Me Down Girl" (Knock Me Down Girl)
- 2005: Marc Hellner - Asleep On The Wing (Asleep On The Wing])
- 2005: Apparat - Komponent (Silizium EP)
- 2005: Oliver Nelson – "Stolen Moments" (Impulsive! Revolutionary Jazz Reworked)
- 2005: Bebel Gilberto – "All Around" (Bebel Gilberto Remixed)
- 2005: AmmonContact - "BBQ Plate"" (Microsolutions To Megaproblems)
- 2005: Nitrada - "Fading Away" (Four Remixes)
- 2007: 刀郎 - "艾里甫與賽乃姆" (Dancing With Dao Lang (與刀郎共舞))
- 2008: Apparat - "Arcadia" (Arcadia Rmxs)
- 2008: Genghis Tron – "Relief" (Board Up The House Remixes Volume 4)
- 2008: Barbara Morgenstern – "Come To Berlin" (Come To Berlin Mixes)
- 2009: Art Of Trance – "Swarm" (Swarm)